# Monument aux Girondins

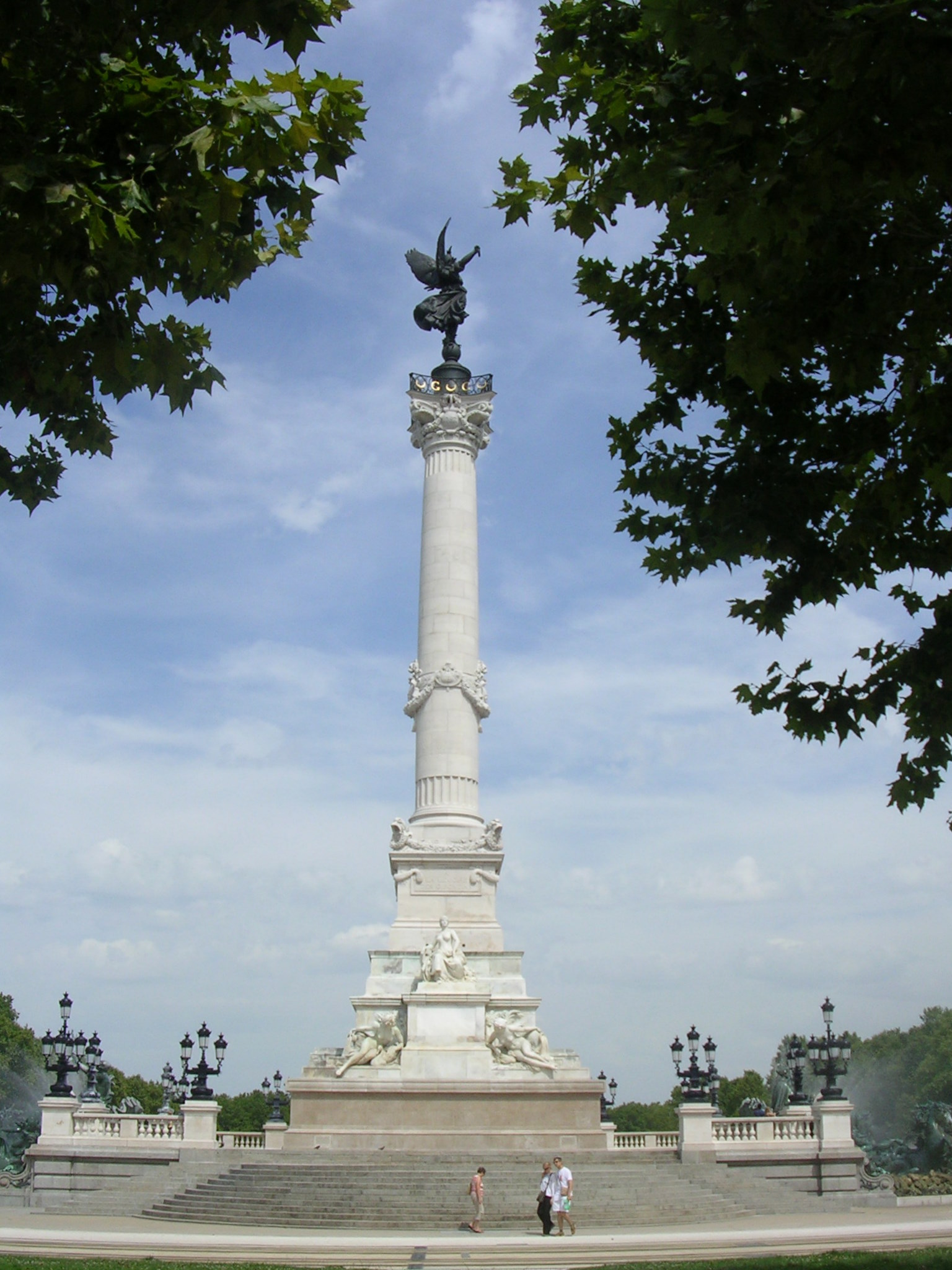
Monument aux Girondins

Das Monument aux Girondins auf der Place des Quinconces in Bordeaux erinnert an die Abgeordneten der Gironde, die während der Französischen Revolution Opfer des Terrors wurden.
Es handelt sich um eine Gedenksäule im Stil des Historismus, die von reich ausgestalteten allegorischen Figurengruppen umgeben ist. Das Denkmal stammt aus den Jahren 1894 bis 1902. Während des Zweiten Weltkriegs wurden die in Metall gegossenen Figurengruppen am Fuß der Säule abmontiert, um eingeschmolzen zu werden. Sie tauchten jedoch nach dem Ende der deutschen Besatzung wieder auf und bilden seit 1983 wieder einen Teil des Denkmals. Seit dem 8. Juli 2004 ist das Girondistendenkmal als Monument historique in die französische Denkmalliste eingetragen.

## Geschichte
Schon 1868 hatte der Architekt Julien Guadet, Großneffe des 1794 hingerichteten Deputierten Marguerite Élie Guadet, ein solches Denkmal angeregt. Das Projekt wurde aber nicht realisiert. Erst 1881 kam es zu einem entsprechenden Gemeinderatsbeschluss für ein Girondistendenkmal. Ein 1888 preisgekröntes Projekt wurde aber ebenfalls nicht verwirklicht, dafür aber jenes, das den zweiten Preis erringen konnte. Es wurde unter dem Motto Gloria victis (Ruhm den Besiegten) eingereicht und stammte von Achille Dumilâtre und dem Architekten Deverin.

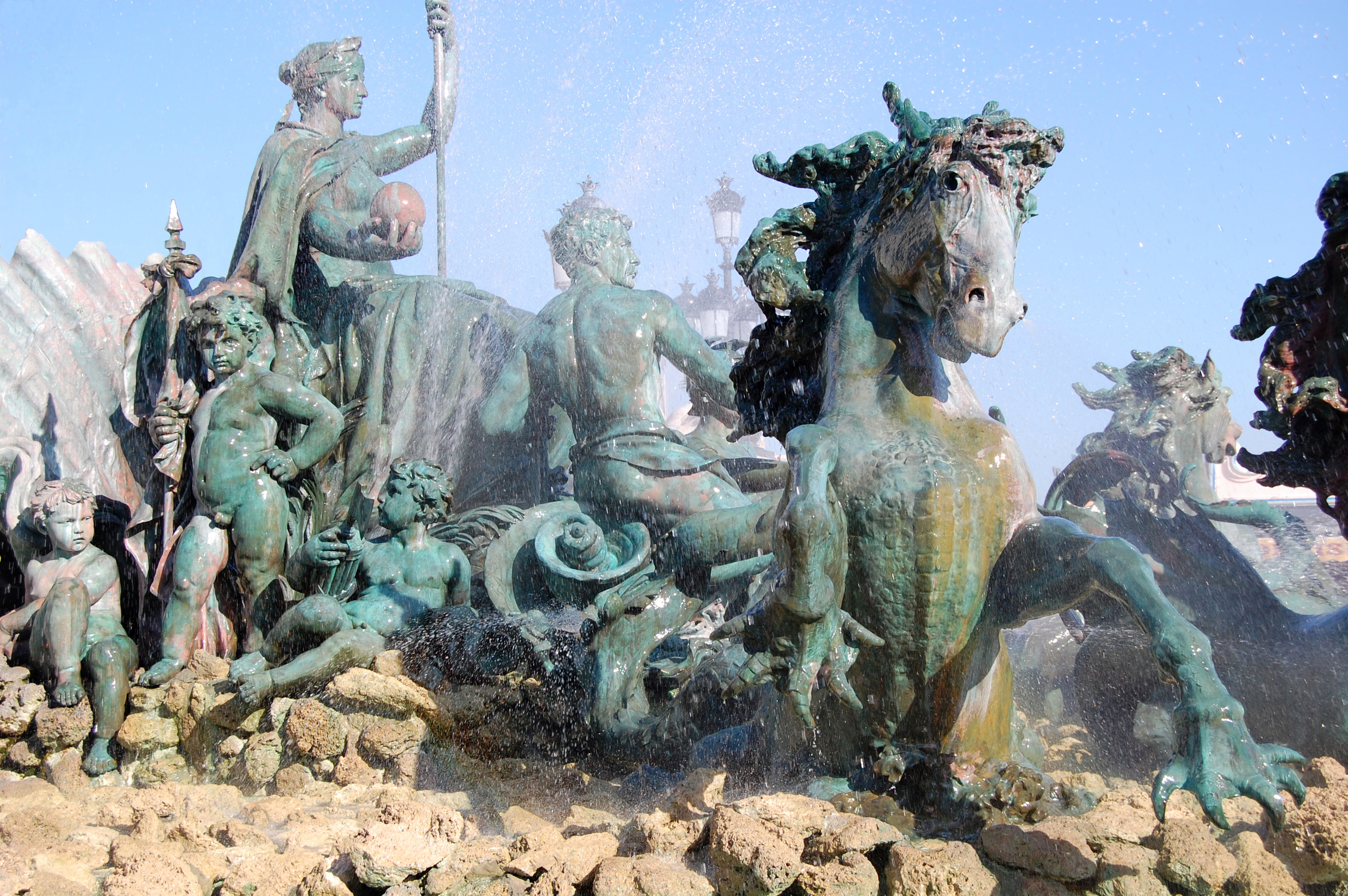
Der Brunnen

Da sich gleichzeitig das Projekt eines Monumentalbrunnens von Frédéric-Auguste Bartholdi aus Kostengründen zerschlug – die Fontaine Bartholdi steht heute auf der Place des Terreaux in Lyon – strebte man nun eine Verbindung von Girondistendenkmal und Brunnen an. Diese Kombination kam auch zur Ausführung, jedoch ohne die vorgesehenen acht Statuen von Abgeordneten der Gironde: (Pierre Victurnien Vergniaud, François Buzot, Jérôme Pétion de Villeneuve, Charles Jean Marie Barbaroux, Élie Guadet, Armand Gensonné, Jean-Antoine Grangeneuve und Jean-Baptiste Boyer-Fonfrède).
Das Denkmal stellt also eine eigentümliche Kombination eines Monumentalbrunnens (mit allegorischen Darstellungen z. B. der Flüsse Dordogne und Garonne) mit einer 43 m hohen, den politisch Unterlegenen gewidmeten Siegessäule dar, an deren Spitze eine bronzene Statue der Freiheit ihre Ketten bricht.